# Колесник, Николай Филиппович
Николай Филиппович Колесник (1907, село Ризино Уманского уезда Киевской губернии, теперь Звенигородского района Черкасской области — ?)  — украинский советский деятель, новатор производства, формовщик Харьковского тракторного завода имени Серго Орджоникидзе. Депутат Верховного Совета СССР 1-го созыва.

## Биография
Родился в бедной крестьянской семье. Работал в сельском хозяйстве. До 1931 года служил в Красной армии.
С 1931 года — рабочий, формовщик, бригадир формовщиков литейного цеха Харьковского тракторного завода имени Серго Орджоникидзе. Стахановец, новатор производства.
В 1937 году был членом Центральной избирательной комиссии по выборам депутатов Верховного Совета СССР 1-го созыва.
Член ВКП(б) с 1938 года.